# Gerichtsbezirk Pinguente
Der Gerichtsbezirk Pinguente (italienisch: distretto giudiziario Pinguente; slowenisch: občina židovska Buzet, kroatisch: kotarsko satničtvo Buzet) war ein dem Bezirksgericht Capodistria unterstehender Gerichtsbezirk in der Markgrafschaft Istrien. Der Gerichtsbezirk umfasste Gebiete im nördlichen Istrien bzw. im heutigen Kroatien. Nach dem Ersten Weltkrieg musste Österreich den gesamten Gerichtsbezirk an Italien abtreten, nach dem Zweiten Weltkrieg gelangte das Gebiet an Jugoslawien. Er ist heute Teil der Gespanschaft Istrien.

## Geschichte
Um 1850 wurde in Istrien so wie im gesamten Kaisertum Österreich die ursprüngliche Patrimonialgerichtsbarkeit aufgelöst. In der Folge wurde unter anderen der Gerichtsbezirk Pinguente geschaffen. Der Gerichtsbezirk unterstand dem für die gesamte Grafschaft zuständigen Landesgericht Rovigno, das wiederum dem Oberlandesgericht Triest, das am 1. Mai 1850 seine Tätigkeit aufnahm, unterstellt war. Auch nachdem Istrien bzw. Triest sowie Görz und Gradisca vom ursprünglichen Kronland Küstenland ihre Selbständigkeit als Kronland erlangten, blieb das Oberlandesgericht Triest die oberste Instanz für den Gerichtsbezirk Pinguente.
Der Gerichtsbezirk Pinguente bildete im Zuge der Trennung der politischen von der judikativen Verwaltung ab 1868 gemeinsam mit den Gerichtsbezirken Pirano (Peran) und Capodistria (Koper) den Bezirk Capodistria.
Der Gerichtsbezirk Capodistria 1869 eine Bevölkerung von 15.278 Personen auf. Bis 1910 wuchs die Einwohnerzahl auf 20.371 an. Von der Bevölkerung hatten 1910 17.294 Personen Kroatisch
(84,9 %) als Umgangssprache angegeben, 2.151 sprachen Slowenisch (10,6 %), 874 Italienisch (4,3 %) und 15 Deutsch (0,1 %). Der Bezirk umfasste zuletzt eine Fläche von 386,59 km² sowie zwei Gemeinden. Durch die Grenzbestimmungen des am 10. September 1919 abgeschlossenen Vertrages von Saint-Germain wurde der Gerichtsbezirk Pinguente zur Gänze Italien zugeschlagen. Nach dem Zweiten Weltkrieg gelangte das Gebiet des ehemaligen Gerichtsbezirks an Jugoslawien, wobei das Gebiet seit 1991 Teil der Republik Kroatien ist.
| Jahr | Ein- wohner | Deutsch- sprachige | Italienisch- sprachige | Slowenisch- sprachige | Kroatisch- sprachige |
| ---- | ----------- | ------------------ | ---------------------- | --------------------- | -------------------- |
| 1869 | 15.278      |                    |                        |                       |                      |
| 1880 | 16.824      | 11                 | 5.672                  | 3.670                 | 7.432                |
| 1890 | 17.742      | 26                 | 990                    | 1.834                 | 14.856               |
| 1910 | 20.371      | 15                 | 874                    | 2.151                 | 17.294               |

## Gerichtssprengel
Der Gerichtsbezirk Pinguente umfasste Ende Februar 1918 die zwei Gemeinden Pinguente (Buzet) und Rozzo (Roč).